# Lee Daniel
Lee Cavender Daniel, född 23 januari 1962 i Dallas, Texas, är en amerikansk  filmfotograf. Han har flera gånger arbetat tillsammans med regissören Richard Linklater, till exempel i Dazed and Confused och Boyhood (2014).

## Filmografi
- Never Leave Nevada (1991)
- Slacker (1991)
- Dazed and Confused (1993)
- ...och gud talade (1993)
- Bara en natt (1995)
- SubUrbia (1996)
- Secrets of the CIA (1998) (TV)
- Don't Dance with Death (1999)
- I Remember Me (2000)
- The Monster (2001)
- From an Objective Point of View (2002)
- Lubbock Lights (2003)
- Alamo Mania (2004) (TV)
- Bara en dag (2004)
- Be Here to Love Me: A Film About Townes Van Zandt (2004)
- Los Lonely Boys (2004) (V) (videor: "Heaven", "More than Love [Spanska]", "More than Love" and "More than Love [skådespeleri]")
- You're Gonna Miss Me (2005)
- Fast Food Nation (2006)
- The Unforeseen (2007)
- Me, Myself, & I (2007)
- The Dungeon Masters (2008)
- Boyhood (2014)